# 淺色雙鋸魚
淺色雙鋸魚為輻鰭魚綱鱸形目隆頭魚亞目雀鯛科的其中一種。其种加词“nigripes”意为“黑足的”。

## 分布
本魚分布於西印度洋區的馬爾地夫及斯里蘭卡海域。

## 深度
水深2至25公尺。

## 特徵
本魚體側扁，口小，本魚體呈銹橙色，眼睛後方有一條垂直延伸的白色條紋，腹鰭和臀鰭黑色，腹部有一個深色區域。根據地理位置的不同，有些魚可能呈現橙黃色，臀鰭不是黑色，而是與身體顏色相同，背鰭硬棘10至11枚；軟條17至18枚；臀鰭硬棘2枚；軟條13至15枚。體長可達11公分。

## 生態
本魚主要生活在珊瑚礁或潟湖，與海葵形成共生互利關係，並且不受宿主帶刺觸手的影響，為雌雄同體，具有嚴格的階級劃分，雌魚最大，繁殖中的雄魚第二大，並且隨著等級下降，雄魚非繁殖者逐漸變小，如果唯一的繁殖雌性死亡，繁殖的雄魚將變成雌魚，而最大的非繁殖者將成為繁殖的雄魚，屬雜食性，以藻類和浮游生物為食。

## 經濟利用
多為觀賞魚，不供食用。